# Quinta Calle Suroeste
La 5.ª Calle Suroeste (Quinta Calle Suroeste) es una vía secundaria ubicada en el cuadrante suroeste de la ciudad de Managua, Nicaragua. Esta calle conecta el centro histórico con barrios del oeste como Linda Vista y zonas cercanas a la NIC-2.

## Trazado
Inicia en el este desde la intersección con la Avenida Bolívar en el centro histórico de la ciudad, avanzando hacia el oeste. Atraviesa zonas residenciales y cruza vías importantes como la 27.ª Avenida Suroeste y la NIC-2, continuando hasta su extremo occidental donde finaliza en la intersección con la 35.ª Avenida Suroeste en el barrio Linda Vista.

## Intersecciones principales
- Avenida Bolívar (Managua) – conexión con el centro histórico
- 27.ª Avenida Suroeste – cruce intermedio hacia repartos del suroeste
- NIC 2  – intersección con vía nacional
- 35.ª Avenida Suroeste – final de recorrido en Linda Vista

## Barrios que atraviesa
- Centro histórico
- Edgard Lang
- Linda Vista

## Coordenadas
12°8′07″N 86°16′39″O / 12.13528, -86.27750